# Radeberger Exportbierbrauerei
De Radeberger Exportbierbrauerei GmbH is een Duitse brouwerij gevestigd in Radeberg bij Dresden. De brouwerij beweert de eerste in Duitsland te zijn die uitsluitend bier in pilsstijl brouwt.
De brouwerij produceert en verkoopt slechts één merk, Radeberger Pilsner, en sinds 2022 ook een alcoholvrij bier. Het is de naamgevende brouwerij van de Radeberger Gruppe, een dochteronderneming van Dr. August Oetker KG. In de brouwerijbar, die zich nabij de brouwerij richting de oude binnenstad bevindt, is ook een Zwickelbier verkrijgbaar. In 2001 behaalde de brouwerij een jaarlijkse productie van 1.966.000 hectoliter bier.
De historische gebouwen aan de Dresdner Straße 2 vallen onder monumentenzorg. De brouwzaal, die zichtbaar is vanaf de straat, is voorzien van roestvrijstalen apparatuur. Volgens het bedrijf bestaat er sinds 1992 een reclamepartnerschap met de Semperoper in Dresden.

## Geschiedenis
In 1872 werd de brouwerij opgericht als Aktienbrauerei Zum Bergkeller en vanaf 1885 was de naam Radeberger Export-Bierbrauerei AG. De bronnen voor het bijzonder zachte en kalkarme brouwwater van de Radeberger Exportbierbrauerei liggen in het Karswald. Voor dit doel werd rond 1901 voor een bedrag van 265.000 mark een 7,5 km lange waterleiding aangelegd van het staatsbosgebied Fischbach naar het brouwerijterrein in Radeberg.
Als gevolg van aanhoudende economische moeilijkheden werd het bedrijf in 1903 geliquideerd. De brouwerijfaciliteiten en de merkrechten werden overgenomen door Deutsche Bierbrauerei AG, die in 1903 werd opgericht - waarschijnlijk specifiek voor de doorstart - en gezeteld was in Berlijn. In maart 1925 nam de brouwerij opnieuw de naam Radeberger Export-Bierbrauerei AG aan en verplaatste ook het hoofdkantoor naar Radeberg. Bij decreet van 11 december 1905 mocht de brouwerij haar Radeberger Pilsner omschrijven als de “tafeldrank van Zijne Majesteit Frederik August III van Saksen”. Deze ontwikkeling van een kleine brouwerij naar een groot industrieel bedrijf werd tot stand gebracht door de toenmalige directeur van de brouwerij, Conrad Brüne, die ook regelde dat de koning in 1907 de brouwerij bezocht.
In 1918 werd de brouwerij Münchener Brauhaus in Berlijn als filiaal gepacht, en door fusie werden in 1921 het Einsiedler Brauhaus AG in Einsiedel bij Chemnitz en de Feldschlößchen-Brauerei AG in Dresden overgenomen, evenals in 1922 de Aktien-Bierbrauerei “Gambrinus” in Dresden en de Hofbrauhaus Aktien-Bierbrauerei und Malzfabrik in Dresden. Niet alle brouwerijfaciliteiten die op deze manier werden toegevoegd, werden verder geëxploiteerd.
Op talrijke beurzen en diverse vaktentoonstellingen ontving de Radeberger brouwerij talloze onderscheidingen, medailles, erkenningen en ereprijzen voor haar prestaties op het gebied van bierbrouwen. Met enkele van deze deels historische prijzen wordt nog steeds geadverteerd. Tijdens het DDR-tijdperk werd Radeberger Pilsner voornamelijk naar het buitenland geëxporteerd of verkocht in Interhotels.
Na de Duitse hereniging werden de brouwerijfaciliteiten grondig gerenoveerd. Radeberger is sindsdien een van de modernste brouwerijen van Europa. In 2002 vierde Radeberger 130 jaar exportbierbrouwerij en in hetzelfde jaar werd de Binding Gruppe omgedoopt tot Radeberger Gruppe.

## Galerij

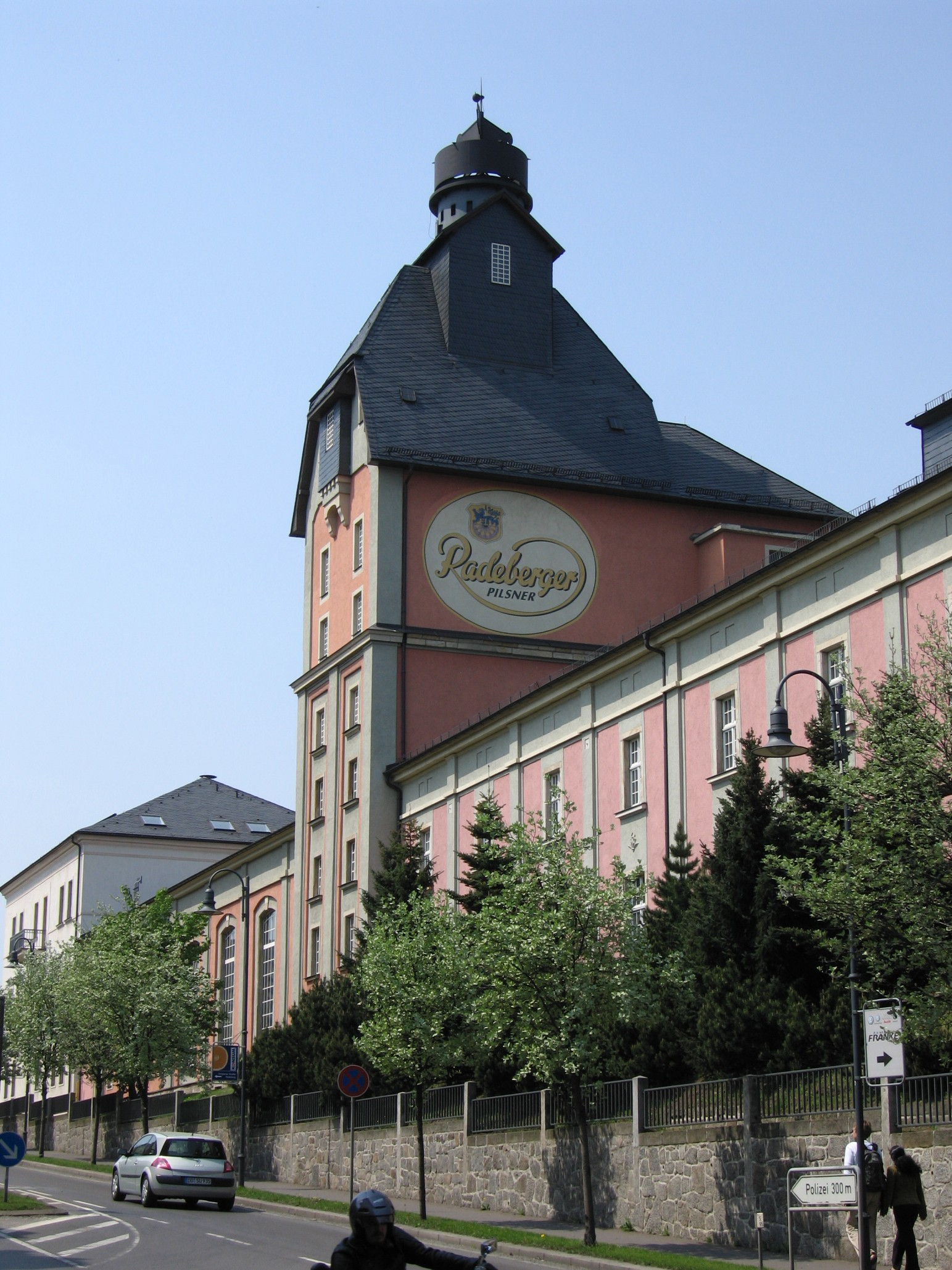
Mouttoren van de Radeberger Exportbierbrauerei
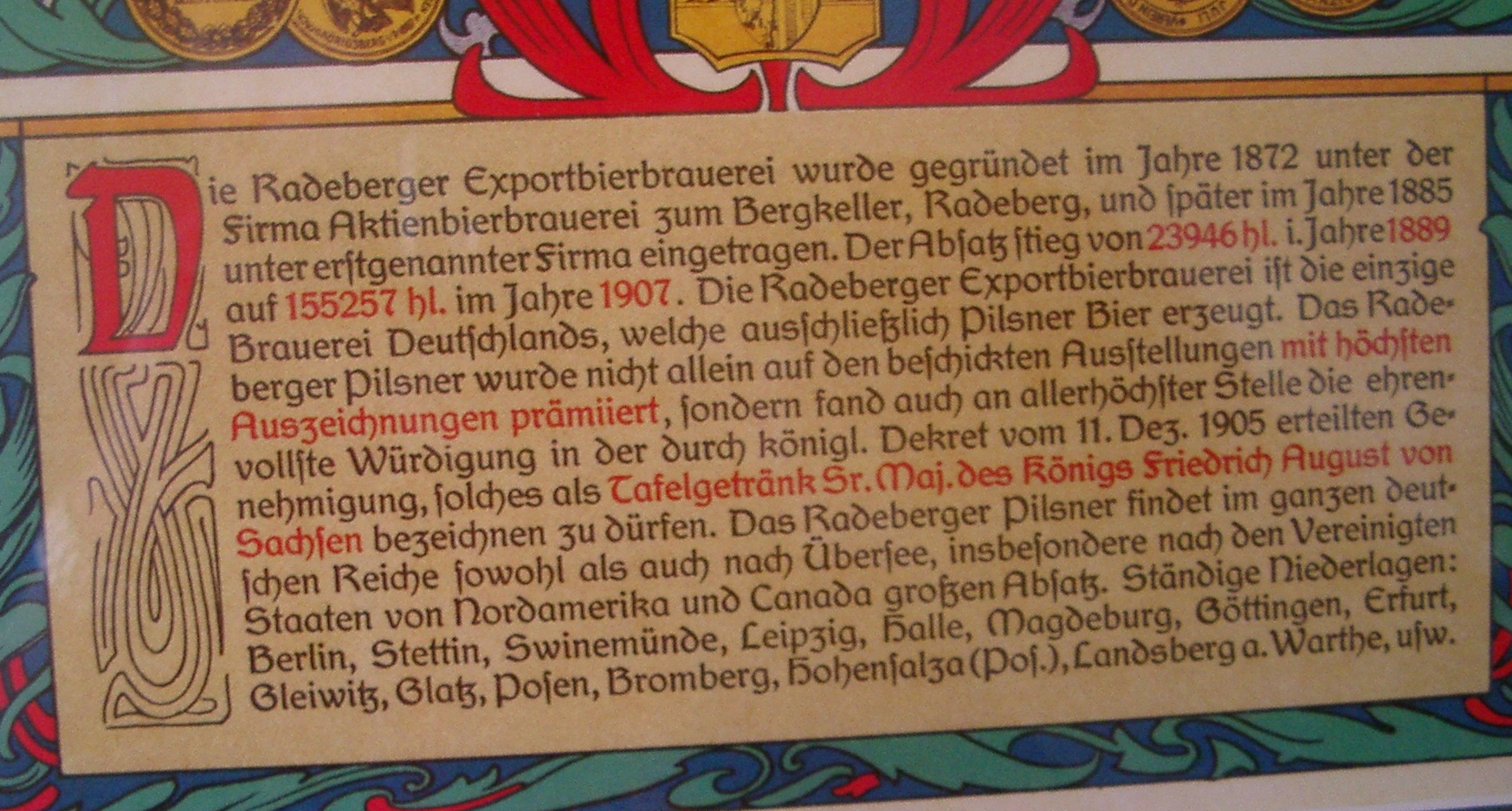
Historisch zelfportret van de brouwerij
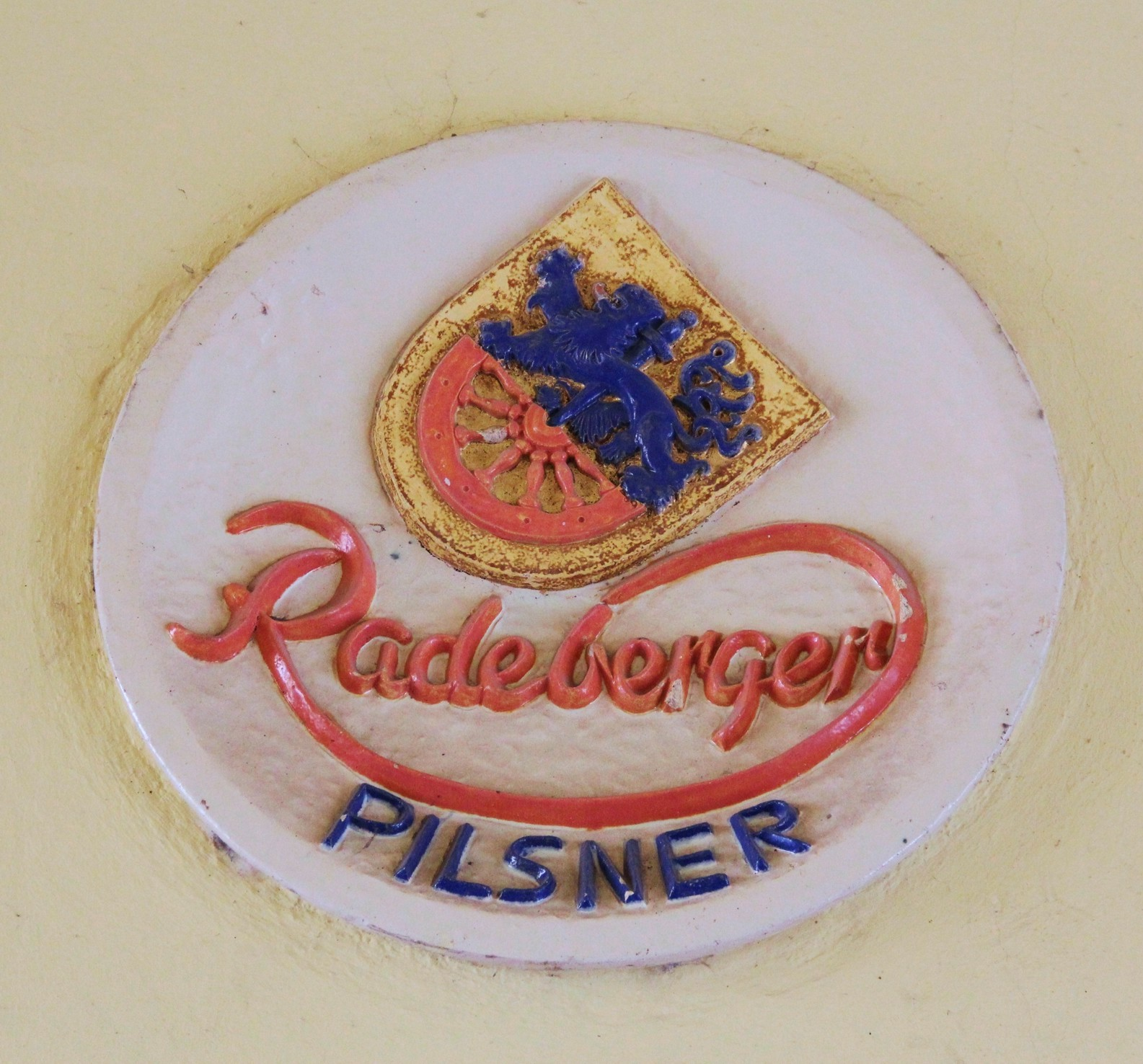
Historisch reclamebord
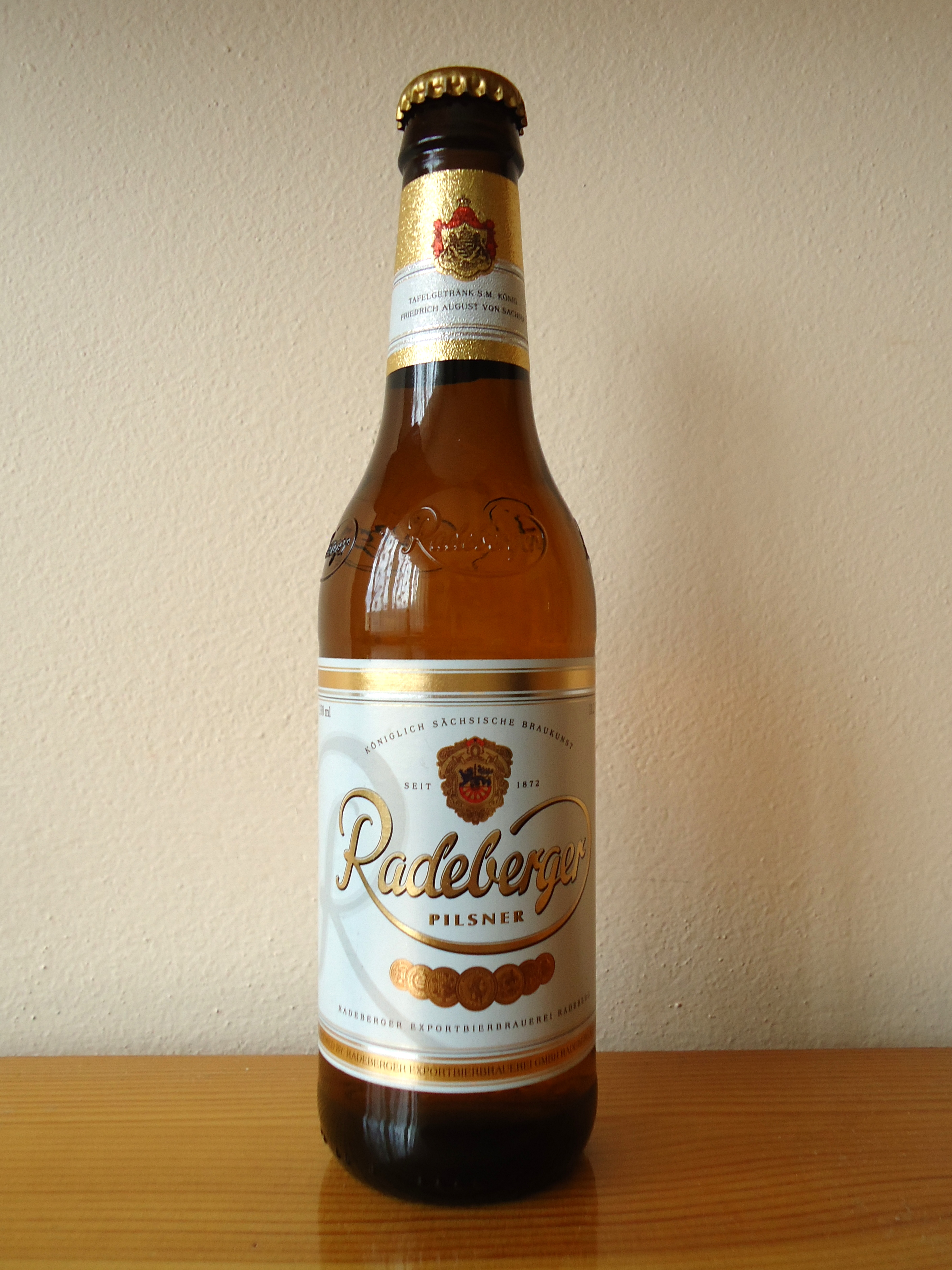
Fles Radeberger Pilsner